# Anacolosa casearioides
Anacolosa casearioides là một loài thực vật có hoa trong họ Olacaceae. Loài này được Cavaco & Keraudren mô tả khoa học đầu tiên năm 1963.